# Pierre-Louis De la Rive
Pierre-Louis De la Rive, né le 21 octobre 1753 à Genève, et mort le 7 octobre 1817 à Presinge, est un peintre, graveur et dessinateur suisse.
Ses tableaux sont à l'origine de l'école genevoise du paysage et il est considéré comme l’« inventeur » du paysage alpin. On lui doit la première représentation autonome du mont Blanc en 1802.

## Biographie
Fils de Pierre De la Rive, pasteur à Cartigny, et d’Anne Madelaine Bazin, Pierre-Louis De la Rive est issu d’une ancienne et célèbre famille de magistrats et de savants genevois. Il suit les cours de philosophie naturelle d’Horace-Bénédict de Saussure au collège, avant de renoncer à ses études de droit en 1773. Destiné à la magistrature, il eut beaucoup de peine à convaincre son père de le laisser étudier les beaux-arts dont il tenait de sa mère le goût depuis sa petite enfance.
Il reçoit sa première instruction artistique du chevalier Fassin, peintre paysagiste liégeois qui le fit exclusivement travailler à la copie des meilleures productions des paysagistes flamands des galeries de François Tronchin et de Jean-Jacques de Sellon. Dès 1774, il effectue ses premières études d’après nature au cours de « courses de paysage » régulières en Savoie et en pays de Vaud, en compagnie de son camarade Abraham-Louis-Rodolphe Ducros.
En 1776, il part pour l’Allemagne, séjournant d'abord à Mannheim et ensuite à Dresde, où il étudie à l’Académie des beaux-arts, sous la direction de Giovanni Battista Casanova qui lui fait découvrir le Lorrain et les peintres italiens. En 1779, après avoir épousé Théodora-Charlotte Godefroy, il retourne avec elle à Genève et applique les conseils de Casanova, qui l’avait incité à rompre avec la copie pour composer ses propres paysages en peignant, d’après nature, les sites les plus pittoresques de la Suisse française et de la Savoie, réalisant également ses premières études d'animaux.
 
En 1784, il visite les principales collections de tableaux de la Hollande, de l’Allemagne et de l’Autriche. De là, il va rejoindre ses compatriotes Jean-Pierre Saint-Ours et Ducros, pour perfectionner son art à la vue des chefs-d’œuvre de ce pays. Ce séjour de dix-huit mois à Rome, où il exécute ses premiers « paysages composés », au contact de Ducros, Jean-Pierre Saint-Ours et Antonio Canova, en compagnie desquels il dessine dans les musées et en plein air avec à Rome et ses environs, Naples et Paestum, a pour effet de modifier complètement sa manière, jusqu’alors trop rigoureuse.
À son retour en Suisse, en 1787, il se fixe à Céligny. Membre actif du comité de dessin de la Société des arts de Genève, il expose aux premiers Salons de celle-ci en 1789 et 1792. Sur l’exemple et le conseil de Saint-Ours, il se met, vers 1793, à exécuter au lavis de grands « tableaux dessinés » au sépia, d’après ses propres compositions originales, qui connaissent un vif succès. Cependant, membre du Conseil des Deux-Cents dès 1788, il est ruiné par la Révolution genevoise et émigre en 1794 à Berne. De retour en 1797, il emménage à Presinge où il se livre à la fois au paysage et à des compositions historiques, organisant ses premières expositions personnelles et exposant au Salon de Paris de 1799 à 1801. Ses clients sont Germaine de Staël, le prince Galitzine, l’impératrice Joséphine, mais aussi les grandes collections particulières de Genève, comme Tronchin, Sellon et Eynard. En octobre 1813, une attaque de paralysie dont il ne se remit pas complètement, l’oblige à interrompre ses travaux pendant plusieurs mois.
Son style de peinture a évolué du paysage hollandisant dans le gout de Wouwerman et Berchem en passant par les paysages composés néo-classiques, synthétisant, sous l’influence du Lorrain, sites idéalisés et motifs réalistes, aux tableaux « italiques » dans la tradition de Taunay, Boguet et Hackert, les sites lémaniques, dès 1790, italianisants et bucoliques, jusqu’aux paysages alpestres préromantiques du mont Blanc et du Valais, peu après 1800.

## Œuvres dans les collections publiques
- En France
  - Montauban, musée Ingres : Halte devant une auberge, 1783, huile sur toile, 54 × 64 cm[2]. Patrick-André Guerretta attribue cette œuvre signée « NLA Delerive » à Nicolas-Louis-Albert de la Rive[3].
  - Paris, Petit Palais :
    - La Fenaison à Saint-Gingolphe, 1792, huile sur toile, 135 × 176,5 cm ;
    - Les Environs de Cluses, 1810, huile sur toile, 90 × 112 cm.
- En Suisse
  - Genève, musée d’art et d’histoire :
    - Le Mont-Blanc vu de Sallanches au coucher du soleil, 1802, huile sur toile ;
    - La Fenaison à Saint-Gingolphe, 1792, huile sur toile, 135 × 176,5 cm ;
    - Le Mausolée, 1787, huile sur toile, 79 × 70 cm.

## Galerie

Œuvres de Pierre-Louis de La Rive
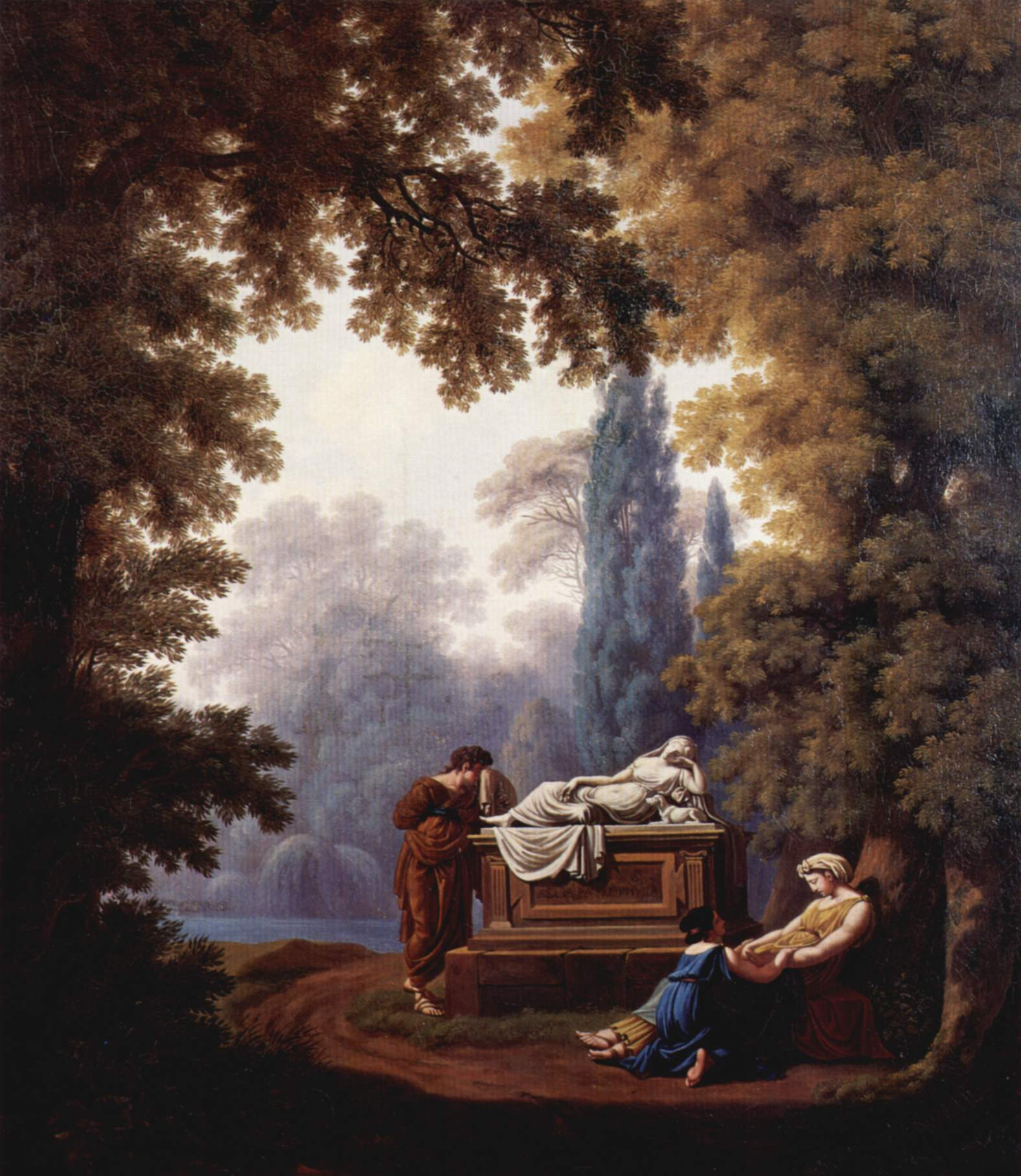
Le Mausolée (1787), musée d’art et d’histoire de Genève.
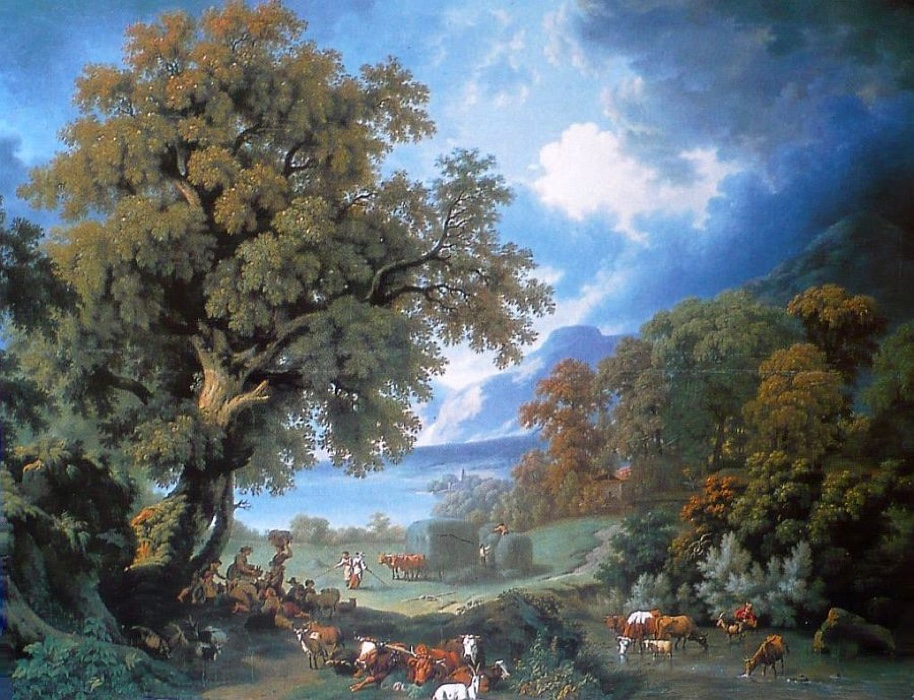
La Fenaison à Saint-Gingolphe (1792), Paris, Petit Palais.
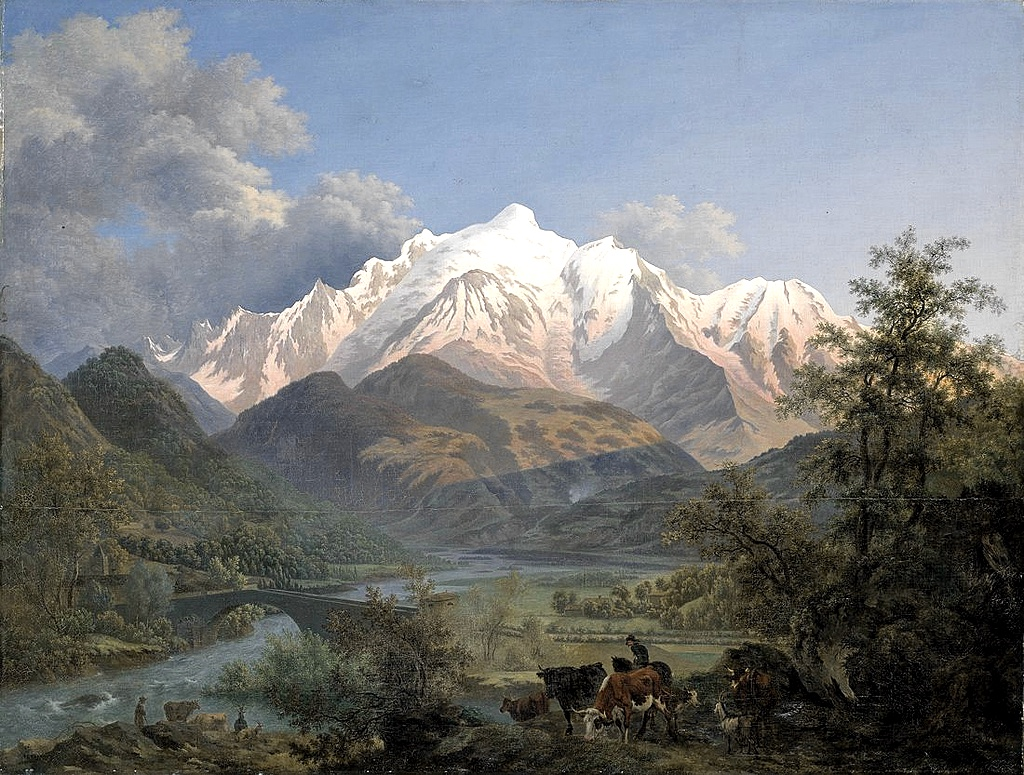
Le Mont-Blanc vu de Sallanches au coucher du soleil (1802), musée d’art et d’histoire de Genève.
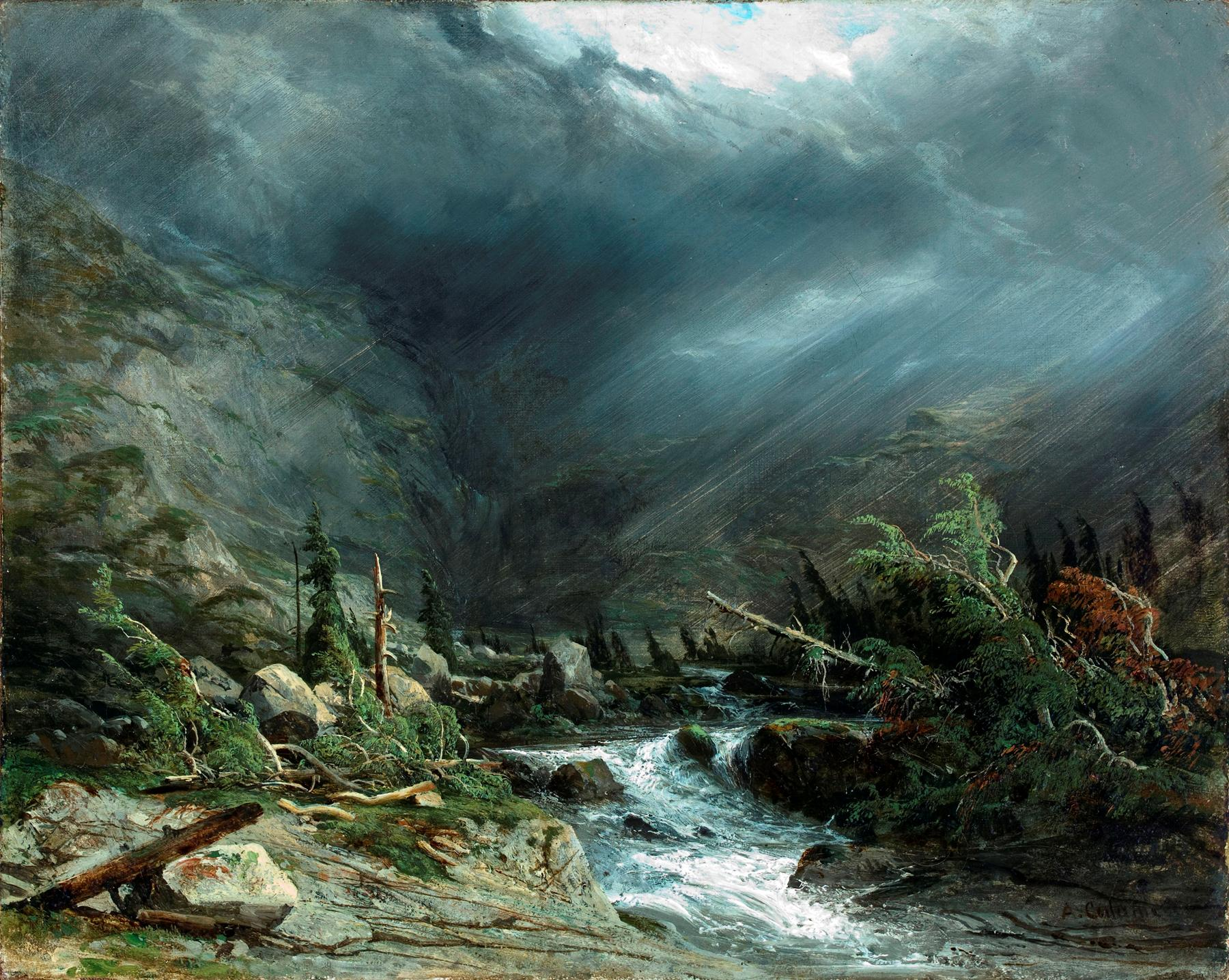
Les Environs de Cluses (1810), Paris, Petit Palais.